# Davie Cooper
David "Davie" Cooper (25. februar 1956 - 23. marts 1995) var en skotsk fodboldspiller (kantspiller).
Cooper tilbragte hele sin karriere i hjemlandet, hvor han repræsenterede Clydebank, Rangers og Motherwell. Han vandt tre skotske mesterskaber og tre FA Cup-titler med Rangers og én FA Cup-titel med Motherwell.
Cooper spillede desuden 22 kampe og scorede seks mål for det skotske landshold. Hans første landskamp var et opgør mod Peru 12. september 1979, hans sidste en kamp mod Egypten 16. maj 1990.
Han repræsenterede sit land ved VM i 1986 i Mexico, og spillede to af skotternes tre kampe i turneringen, der endte med et exit efter indledende gruppespil.
Cooper døde 23. marts 1995 af en hjerneblødning, kun 39 år gammel. Den ene tribune på Motherwells hjemmebane, Fir Park, blev efterfølgende opkaldt efter ham. I 2005 blev han desuden indlemmet i Scottish Football Hall of Fame.

## Titler
Skotsk mesterskab
- 1978, 1987 og 1989 med Rangers

Skotsk FA Cup
- 1978, 1979 og 1981 med Rangers
- 1991 med Motherwell

Skotsk Liga Cup
- 1978, 1979, 1982, 1984, 1985, 1987 og 1988 med Rangers